# Sant Quintí de Mediona
Sant Quintí de Mediona è un comune spagnolo di 1 791 abitanti situato nella comunità autonoma della Catalogna.